# 동맥혈
동맥혈(動脈血, 영어: arterial blood)은 대동맥과 폐정맥을 흐르는 혈액이다. 정맥혈보다 산소량이 많고 이산화 탄소의 양이 적다. 선홍빛을 띄며 약산성이다.
폐에서 기체 교환을 행한 후, 전신제장기에 도달할 때까지의 혈액을 말하며, 통상 순환 혈액량의 약 15%를 차지한다. 일반적으로 고동맥(股動脈)이나 상완동맥에서 채혈하며, 동맥혈 중의 산소 분압(PaO2), 탄산 가스 분압(PaCO2), pH를 측정하는 동맥혈가스분석을 통해 폐에서의 기체 교환의 상태를 추정할 수 있다. 또 헤모글로빈 농도를 측정해 중탄산염, 탄산 가스 함유량, 염기 과잉, 산소 포화도를 산출할 수 있고, 산-염기 평형 상태를 평가할 수 있다. 정상에서는 동맥혈 산소 포화도 94~100%, 탄산 가스 분압 36~44mmHg, pH 7.38~7.42이다.

## 같이 보기
- 정맥혈